# Parâmetros UTM
Os parâmetros Urchin Tracking Module (UTM) são cinco parâmetros de URL utilizados no marketing digital para rastrear a eficácia de campanhas online em diferentes fontes de tráfego e mídias de publicação. Foram introduzidos pelo predecessor do Google Analytics, Urchin, sendo assim analisados automaticamente pelo Google Analytics. Os parâmetros UTM em uma URL identificam a campanha que direciona o tráfego para um site específico, e atribuem a sessão HTTP atual e as seguintes, até que a janela de atribuição da campanha expire. Os parâmetros podem ser interpretados por ferramentas de análise e utilizados em relatórios de performance.

No exemplo de URL abaixo, todos os parâmetros UTM estão presentes:
https://www.example.com/produtos?utm_source=google&utm_medium=cpc&utm_campaign=black_friday&utm_term=smartphone&utm_content=promo1

## Uso
Os Parâmetros UTM em uma URL servem para identificar a campanha de marketing responsável por direcionar tráfego para um site específico. Para adicionar os parâmetros a uma URL, é possivel utilizar planilhas para editar e rastrear vários links de uma vez ou usar ferramentas, como o Google Analytics Campaign URL Builder.
Quando um hiperlink contém uma URL com parâmetros UTM, a ferramenta de análise utilizada interpreta essas informações e as associa à sessão do navegador do site, assim como às sessões subsequentes, até que o período de atribuição expire.

## Métricas
Os parâmetros UTM passados para URLs podem ser interpretados por ferramentas de análise, como o Google Analytics e Adobe Analytics, com os dados usados para preencher relatórios analíticos padrão e personalizados. O software de análise pode atribuir os parâmetros à sessão atual do navegador e às sessões subsequentes até que a janela da campanha expire.

## Parâmetros UTM
Existem cinco parâmetros UTM diferentes, que podem ser utilizados em qualquer ordem: 
| Parâmetro    | Propósito | Exemplo                   |
| ------------ | --- | ------------------------- |
| utm_source   | Identifica qual site enviou o tráfego. | utm_source=google         |
| utm_medium   | Identifica que tipo de link foi usado, como custo por clique ou e-mail. | utm_medium=cpc            |
| utm_campaign | Identifica uma promoção específica de produto ou campanha estratégica. | utm_campaign=black_friday |
| utm_term     | Identifica os termos de pesquisa. | utm_term=tenis+de+corrida |
| utm_content  | Identifica especificamente o que foi clicado para direcionar o usuário ao site, como um anúncio em banner ou um link. É frequentemente usado para testes A/B e anúncios direcionados ao conteúdo. | utm_content=bannerpromo   |